# Nososticta astrolabica
Nososticta astrolabica – gatunek ważki z rodziny pióronogowatych (Platycnemididae).